# Voorcompagnie

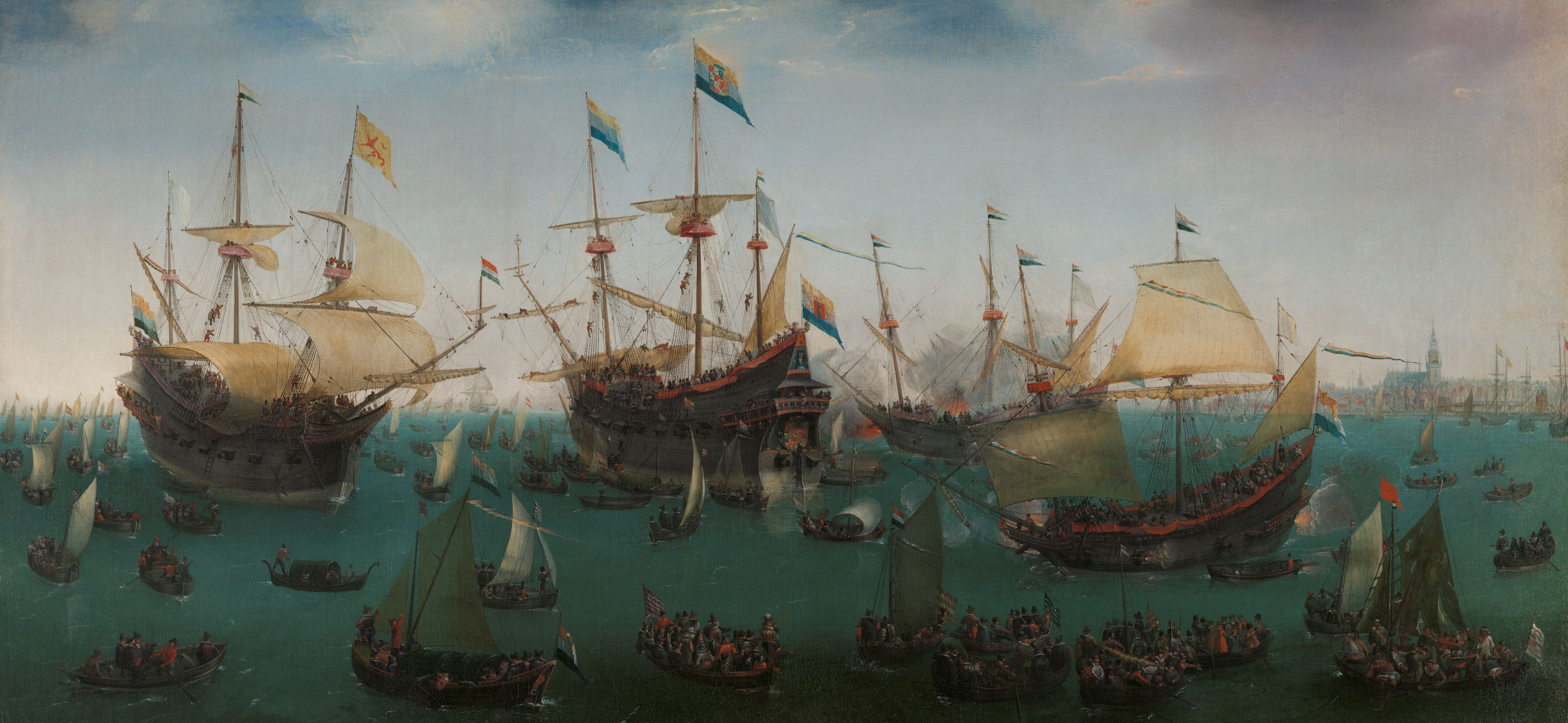
Terugkeer van de tweede Azië-expeditie van de Oude Compagnie onder Jacob van Neck in 1599 door Cornelis Vroom (ca. 1591-1661)

Een voorcompagnie is een handelscombinatie uit de Republiek der Zeven Verenigde Nederlanden die handel dreef op Azië tussen 1594 en 1602, voordat de Vereenigde Oost-Indische Compagnie (VOC) werd gesticht. De voorcompagnieën werden gefinancierd door rijke Noord-Nederlandse kooplieden en rijke immigranten uit de Zuidelijke Nederlanden. Vanwege de moordende onderlinge concurrentie werden de compagnieën in 1602 door de overheid gedwongen zich voor 21 jaar te verenigen in de VOC, die het alleenrecht op de Aziatische vaart kreeg.

## Geschiedenis
Voordat de VOC in 1602 het licht zag bestonden er in het tijdsbestek van zeven jaar twaalf verschillende voorcompagnieën:
- Compagnie van Verre
- Nieuwe of Tweede Compagnie
- Oude Compagnie
- (Nieuwe) Brabantse Compagnie
- Magelhaense Compagnie - Rotterdam
- Magelhaense Compagnie - Amsterdam
- Veerse Compagnie
- Middelburgse Compagnie
- Verenigde Amsterdamse Compagnie
- Compagnie van De Moucheron
- Delftse Vennootschap[2]
- Verenigde Zeeuwse Compagnie

Volgens een tijdgenoot "zeilde men elkaar het geld uit de beurs en de schoenen van de voeten". In totaal werden er tussen 1594 en 1601 vijftien expedities uitgestuurd (zie onder) waaraan 65 schepen deelnamen, inclusief de vier schepen van de vloot Eerste Schipvaart, en exclusief de drie barre en mislukte tochten via de Noordkaap.
In 1598 fuseerde de Compagnie van Verre met de Nieuwe of Tweede Compagnie, in 1597 opgericht door Geurt van Beuningen en Cornelis van Campen; daarmee werd het kapitaal verdubbeld. Deze fuseerde in het najaar van 1600 met de Brabantse Compagnie tot Vereenigde Amsterdamse Compagnie door bemiddeling van de burgemeesters e.a. De oudste bewindhebber was Syvert P. Sem. Alle schepen kregen instructies om eerlijk handel te drijven als koopvaarders zonder soldaten of krijgsvolk om enige offensieven op steden, sterkten of kastelen te plegen, of om Portugese of Spaanse kraken te veroveren. Zelfs een verzoek of sterke aandrang van burgemeesters om soldaten te sturen met de schepen onder Wolfert Harmensz. ten behoeve van de koning van Ternate en de Nederlanders op de Molukken hadden zij afgeslagen daar zij een compagnie van kooplieden waren, en participanten op deze voorwaarden hun geld hadden ingelegd, en die liever wilden uittreden dan dit toelaten.
In Rotterdam werd de Magelhaense Compagnie opgericht. De Middelburgse en Veerse Compagnie (Balthasar de Moucheron) zijn opgegaan in de Verenigde Zeeuwse Compagnie.
Al deze compagnieën, ook die uit Hoorn, Enkhuizen en Delft hebben in 1601, onder druk van de landsadvocaat Johan van Oldenbarnevelt toegestemd zich te verenigen tot één compagnie wat leidde tot de oprichting van de Verenigde Oost-Indische Compagnie. De onderhandelingen duurden een half jaar en de oprichtingsakte, het octrooi is op 20 maart 1602 gedateerd en bezegeld door de Staten-Generaal en zou 21 jaar gelden. In het octrooi was onder andere geregeld dat de VOC, als tegemoetkoming aan de oprichters van de voorcompagnieën, het monopolie op de vaart op Azië kreeg. Volgens Johan van Oldenbarnevelt zouden door deze combinatie en samenwerking de prijzen niet verder opgejaagd worden; de inlanders en Portugezen zouden niet langer voordeel behalen uit de onderlinge verdeeldheid. De oude en nieuwe bewindhebbers gingen akkoord met een offensief optreden van de VOC ten opzichte van Spanje en Portugal. De bodem van de schatkist was in zicht, vanwege de kostbare uitbreiding van de activiteiten van het leger in de Zuidelijke Nederlanden.

## De participanten en bewindhebbers
Van de voorcompagnieën is geen enkele oprichtingsakte bekend. De participanten hadden alleen deel in de winst, maar waren uitgesloten van het beheer, hun namen waren alleen bekend aan de bewindhebber, bij wie zij hun geld hadden gedeponeerd. Na iedere reis werd met de deelnemers afgerekend. De bewindhebbers genoten een zeker percentage zowel van de uitrustingskosten als de retouren. De bewindhebbers moesten uit eigen zak de boekhouders, kassiers en het overige personeel bezoldigen. Zij matigden zich het recht van voorverkoop aan waardoor zij een groot deel der aangevoerde specerijen tegen zeer lage prijzen in hun bezit kregen om deze daarna met grote winst te verkopen. Dat wekte in brede kring verontwaardiging op, want andere kooplieden visten achter het net.

## Expedities

### Zeevaarders, kooplieden en reders van de Compagnie van Verre
- Reynier Pauw was ongetwijfeld de initiatiefnemer van de eerste reis naar Oost-Indië.
- Dirck van Os, oprichter van de Amsterdamse Wisselbank, verzekeraar, financier en reder, in 1602 tevens een van de eerste bewindhebbers van de VOC-Kamer Amsterdam.
- Cornelis de Houtman was de opperkoopman op de eerste Nederlandse expeditie naar Oost-Indië in opdracht van de Compagnie van Verre. Hij vertrok samen met zijn broer Frederick, Pieter Keyser en Paulus van Caerden. Onderweg maakte Keyser astronomische aantekeningen en werd Cornelis de Houtman voor enkele dagen onder curatele gesteld op verdenking van moord.
- Jacob Cornelisz. van Neck leidde de tweede expeditie, bestaande uit een vloot van acht schepen, samen met Wybrand van Warwijck en Jacob van Heemskerck. Het was de meest succesvolle van alle tochten: Van Neck kwam terug met peper, Van Heemskerck met muskaatnoten en Van Warwijck met kruidnagels. Slechts vijftien opvarenden hadden de reis niet overleefd. Bij de eerste tocht stierven daarentegen 160 van de 249 opvarenden.

### Zeevaarders, kooplieden en reders van de Rotterdamse of Magelhaense Compagnie
- Johan van der Veeken was als reder en koopman een zeer vermogend man. Hij was bankier en geldschieter voor onder andere de Staten-Generaal, Staten van Holland en Johan van Oldenbarnevelt met wie hij bevriend was.
- Jacques Mahu leidde de vijfde expeditie, samen met Simon de Cordes, Sebald de Weert, Jacob Janszoon Quackernaeck, en Dirck Gerritsz. Pomp, alias Dirck China
- Olivier van Noort leidde de zesde expeditie

### Zeevaarders, kooplieden en reders van de Oude Compagnie
- Steven van der Haghen leidde de zevende expeditie, geassisteerd door Willem Cornelisz Schouten
- Jacob Wilkens leidde de zogenaamde achtste. Hij vertrok met vier schepen in december 1599. Claes Symonsz. Meebael was een onderkoopman op het schip van Wilkens. Hij werd een half jaar op Bantam gestationeerd.
- Jacob Cornelisz. van Neck maakte eveneens deel uit van de zogenaamde tiende expeditie. Hij vertrok met zes schepen in juni 1600. Deze expeditie is van proviand voorzien door Geurt van Beuningen, een zuivelkoopman.
- Wolfert Harmensz leidde de dertiende expeditie, in opdracht van de Oude Compagnie. Hij raakte slaags met de Portugezen in de Slag bij Bantam
- Jacob van Heemskerck leidde als admiraal de veertiende expeditie in opdracht van Verenigde Amsterdamse Compagnie. Ook bekend als de Atjese vloot. Een van de schippers was Adriaen Maertensz. Block.

### Zeevaarders, kooplieden en reders van de Nieuwe of Brabantse Compagnie
- Isaac le Maire, Gerard Reynst, Jacques de Velaer waren bewindhebbers
- Pieter Both leidde de negende expeditie, geassisteerd door Paulus van Caerden
- Guillaume Senescal leidde de elfde expeditie, uitgerust door de Brabantse Compagnie

### Zeevaarders, kooplieden en reders van de Zeeuwse Compagnieën
- Balthazar de Moucheron was de belangrijkste of meest spraakmakende bewindhebber in Zeeland. Hij sloot zich nooit aan bij de overige compagnieën
- Gerard le Roy leidde de derde expeditie in opdracht van de Middelburgse Compagnie;
- Cornelis de Houtman leidde de vierde expeditie in opdracht van de Veerse Compagnie van De Moucheron. Als opperkoopman voer Thomas Coymans mee. In Atjeh werd Cornelis vermoord en zijn broer Frederick gevangengenomen. Guyon Lefort leidde de expeditie terug.
- Gerard le Roy en Laurens Bicker leidden de twaalfde expeditie, uitgerust door de Vereenigde Zeeuwse Compagnie; bevrijdde Frederik de Houtman
- Joris van Spilbergen leidde de laatste en vijftiende expeditie van de Nieuwe Zeeuwse Compagnie.

| Expedities van de voorcompagnieën | Expedities van de voorcompagnieën                                                               | Expedities van de voorcompagnieën               | Expedities van de voorcompagnieën                                                       | Expedities van de voorcompagnieën | Expedities van de voorcompagnieën | Expedities van de voorcompagnieën      | Expedities van de voorcompagnieën |
| #                                 | Bevelhebbers                                                                                    | Compagnie                                       | Duur                                                                                    | Schepen | Uitreders | Route                                  | Bijzonderheden |
| --------------------------------- | ----------------------------------------------------------------------------------------------- | ----------------------------------------------- | --------------------------------------------------------------------------------------- | --- | --- | -------------------------------------- | --- |
| 1                                 | Cornelis de Houtman                                                                             | Compagnie van Verre                             | 2 april 1595 van Texel met 249 man – 11 augustus 1597 met 87 man en zonder de Amsterdam | - Mauritius, schipper Jan Jansz. Molenaar, commies Cornelis de Houtman, laadvermogen 460 ton; - Hollandia of Hollandsche Leeuw, schipper Jan Dignumsz, commies Gerard van Beuningen; laadvermogen 460 ton; - Amsterdam, schipper Jan Jacobsz Schellinger, commies Reinier van Hel, laadvermogen 260 ton; - Duyfken (pinas), schipper Simon Lambertsz Mau, laadvermogen 50 ton. | Dirck van Os, Hendrick Hudde, Reinier Pauw, Pieter Hasselaar, Hendrick Buyck, Sievert Pietersz. Sem, Arent ten Grootenhuys, Jan Jansz. Karel , Jan Poppen en Arent ten Grootenhuys | Zuid-Oost                              | Dit was de Eerste Schipvaart, die trachtte specerijen te kopen in de Oost. |
| 2                                 | Gerard le Roy                                                                                   | Middelburgsche Compagnie                        | 25 maart 1598 –                                                                         | - de Zon (580 ton), schipper Kornelis Adriaansz Valk - de Langebarke (300 ton), schipper Hans Huibrechtsz Tonnema - de Maan, waarvan geen laadvermogen en schipper bekend zijn. | Adriaen Hendricksz ten Haeff, burgemeester van Middelburg | Zuid-Oost                              | de Maan kapseist bij het afvuren van saluutschoten bij Dover. |
| 3                                 | Cornelis de Houtman, Guyon le Fort                                                              | Veersche Compagnie                              | 28 maart 1598 –                                                                         | - de Leeuw, 400 ton, ‘generaal‘ Cornelis de Houtman, kapitein Pieter Stokmans, commies Guyon le Fort, commies Jacques Boudens - de Leeuwin, 250 ton, kapitein Frederik de Houtman, oppercommies en tresorier Thomas Coymans, commies Jan van den Aertbrugge | Balthasar de Moucheron en vijf anderen | Zuid-Oost                              | |
| 4                                 | Jacob Cornelisz van Neck (admiraal), Wybrand van Warwijck (vice-admiraal), Jacob van Heemskerck | Oude Compagnie                                  | 1 mei 1598 van Texel met 560 koppen – 1600                                              | - Mauritius (admiraalsschip), laadvermogen 460 ton, schipper, Govert Jansz, commies, Cornelis van Heemskerck - Amsterdam (vice-admiraalsschip), laadvermogen 500 ton schipper, Cornelis Jansz Fortuyn - Hollandia of Hollandsche Leeuw, laadvermogen 460 ton, schipper, Simon Lambertsz Mau, commies, Uytenyn - Zeeland, laadvermogen 360 ton, schipper, Claas Jansz Melknap - Gelderland, laadvermogen, 360 ton, schipper, Jan Bruin, commies Hans Hendriksz Bouwer - Utrecht, laadvermogen, 240 ton, schipper, Jan Martsz - Vriesland, laadvermogen, 180 ton, schipper Jan Cornelisz, commies Wouter Willekens - Overijssel of jacht het Duyfken, laadvermogen 50 ton, schipper, Simon Jansz Hoen, commies, Arent Hermansz van Alkmaar | Gerryt Bicker, Dirck van OS, Vincent van Bronckhorst, Symon Jansz Fortuyn, Geurt Dircxz, Cornelis van Campen, Jacob Thomasz Van den Dael, Elbert Simonsz Jonckheyn en Jan Hermansz | Zuid-Oost                              | De Tweede Schipvaart was buitengewoon geslaagd. De eerste 4 schepen keerden geladen met specerijen veilig uit Bantam terug. De andere schepen waren doorgevaren naar de Molukken. De 'Amsterdam' en 'Utrecht' deden Celebes, Ambon en Ternate aan en kwam in augustus 1600 weer volgeladen terug. De 'Zeeland' en 'Gelderland' naar Banda, zij kwamen op 19 mei 1600 met noten, foelie en kruidnagelen weer in Patria aan.                           |
| 5                                 | Jacques Mahu (admiraal), Simon de Cordes (vice-admiraal)                                        | Magelhaensche Compagnie (Rotterdamse Compagnie) | 27 juni 1598, het Goereesche Gat –                                                      | - de Hoop, het admiraalsschip, 500 ton, kapitein, Simon de Cordes; - de Liefde, 300 ton, kapitein Jacob Jansz Quaekernaeck, stuurman William Adams, commies Melchior van Santvoort; - het Geloof, 320 ton, kapitein Gerrit van Beuningen/Sebald de Weert, commies Jan Jansz Kloeck; - de Trouw, 220 ton, kapitein Balthasar de Cordes, - de Blijde Boodschap of het Vliegend Hert, 150 ton, kapitein Sebald de Weert/ Dirck Gerritsz. Pomp, alias China | Pieter van der Haegen en Johan van der Veeken | Zuid-West, via de Straat van Magelhaen | Men wilde de route rond Zuid-Amerika verkennen. De Liefde weet op 19 april 1600 Japan te bereiken. De Japanners confisceerden het schip, maar lieten de bemanning vrij en zij wisten al snel een vertrouwenspositie te bereiken bij de Shogun van Japan. Het gevolg was een Nederlands gezantschap in Japan vanaf 1609. Onder de 24 of 25 opvarenden bevinden zich kapitein Quaeckernaeck, stuurman William Adams en commies Melchior van Santvoort. |
| 6                                 | Olivier van Noort (admiraal), Jacob Claes van Ilpendam (vice-admiraal) en Cornelis van Noort    | Magellaanse Compagnie (Amsterdam)               | 13 september 1598, het Goereesche Gat – 26 augustus 1601, in Rotterdam, met 45 man      | - Mauritius uit Rotterdam, admiraalsschip, 300 ton; - Hendrik Frederik uit Amsterdam, 300 ton, kapitein Jacob Claes van Ilpendam; - Eendracht, uit Rotterdam, 50 ton, kapitein Jacob Jansz Huydekooper - Hoop, uit Amsterdam, 50 ton, kapitein Pieter de Lint | Huyg Gerritsz van der Buis, Jan Bennink, Pieter van Bevere in Rotterdam en de gebroeders Coekebacker uit Amsterdam                                                                 | Zuid-West, via de Straat van Magelhaen | Men wilde de route rond Zuid-Amerika verkennen, Spaanse schepen kapen, porselein kopen in China en specerijen in de Molukken. Ook deze expeditie zou via Straat Magellaan gaan. Het was de eerste reis om de wereld door een Nederlandse expeditie |
| 7                                 | Steven van der Haghen                                                                           | de Oude Compagnie, 3e equipage                  | 6 april 1599 van Texel – oktober 1601 terug in Patria                                   | - de Zon, 580 ton, schipper Cornelis Jansz Schouten, opperkoopman Jan Sas van Gouda - de Maan, 500 ton, schipper Cornelis Hendriksz - de Morgenster, 400 ton, schipper, Cornelis Jansz Melknap | | Zuid-Oost                              | Derde Schipvaart Steven van der Haghen kreeg op Ambon van de inwoners van het schiereiland Hitu de beschikking over het kasteel Van Verre in ruil voor militaire steun tegen de Portugezen. Een aanval op het Portugese fort Leitimor op Oost-Ambon mislukte |
| 8                                 | Pieter Both (admiraal), Paulus van Caerden (vice-admiraal)                                      | Nieuwe Brabantsche Compagnie, Amsterdam         | 21 december 1599 van Texel – 1601                                                       | - Hof van Holland, laadvermogen 360 ton, schipper Jacob Dirksz - Verenigde Landen, laadvermogen niet bekend, schipper Klaas Gerritsz - Nederland, laadvermogen niet bekend, schipper Ernst van Ommeren - Nassau, laadvermogen niet bekend, schipper Frederik Cornelisz | Jacques de Velaer, Isaac le Maire, Hans Hunger, Marcus de Vogelaer en Gerard Reynst                                                                                                | Zuid-Oost                              | Op Bantam ontmoetten ze Steven van der Haghen en Jacob Wilkens in dienst van de Oude Compagnie. De schippers sloten een verbond gezamenlijk in te kopen om de prijs te drukken. |
| 9                                 | Jacob Wilckens                                                                                  | de Oude Compagnie, 1e eskader, 4e equipage      | 21 december 1599 –                                                                      | - Mauritius, admiraalsschip van Jacob Wilckens, 460 ton, schipper Govert Jansz - Hollandia, vice-admiraalsschip van Cornelis van Heemskerck, 460 ton, schipper Pieter Klaasz Nek - Vriesland, 180 ton, schipper Jacob Pietersz - Overijssel, 50 ton, schipper Thijmen Michelsz | | Zuid-Oost                              | Vierde Schipvaart |
| 10                                | Jacob Cornelisz van Neck                                                                        | de Oude Compagnie, 2e eskader, 4e equipage      | 28 juni 1600 –                                                                          | - Amsterdam, admiraalsschip Jacob van Neck, 900 ton, schipper Simon Lambrechtsz Mau - Dordrecht, vice-admiraalsschip van Cornelis van Foreest, 900 ton, schipper, Dirk Mot - Haarlem, 350 ton, schipper Kornelis Klaasz - Leiden, 280 ton, schipper Hendrik Jansz - Delft, 300 ton, schipper Simon Jansz Hoen - Gouda, 50 ton, schipper Klaas Cornelisz | | Zuid-Oost                              | Vierde Schipvaart De 'Haarlem' is in Patani in brand gestoken wegens lekkage. |
| 11                                | Guillaume Senescal                                                                              | Nieuwe Brabantsche Compagnie, Amsterdam         | 28 juni 1600 van Texel – 1602                                                           | - Zwarte Arendt - Witte Arend (laadvermogens en schippers onbekend) | | Zuid-Oost                              | |
| 12                                | Gerard le Roy en Laurens Bicker                                                                 | De Vereenigde Zeeuwsche Compagnie               | 28 januari 1601 van Rammekens –                                                         | - Zeelandia, 600 ton, schipper Kornelis Bastiaansz - Langebarke, 300 ton, schipper Nicolaas Antheunisz - Zon, 580 ton, schipper Kornelis Adriaansz Valk - Middelburg, 400 ton, schipper Hans Huibrechtsz Tonnema | | Zuid-Oost                              | een samenwerking tussen de Veersche Compagnie en de Middelburgsche Compagnie |
| 13                                | Jacob van Heemskerck                                                                            | de Verenigde Compagnie - Amsterdam              | 23 april 1601 van Texel –                                                               | - Amsterdam, laadvermogen 500 ton, schipper niet bekend; - Hoorn, laadvermogen niet bekend, schipper niet bekend; - Enkhuizen, laadvermogen niet bekend, schipper Willem van Westzanen; - Alkmaar, laadvermogen niet bekend, schipper Pieter Stokman; - Swarte Leeuw, laadvermogen niet bekend, schipper Adriaan Beek; - Witte Leeuw, laadvermogen 540 ton, schipper niet bekend; - Groene Leeuw, laadvermogen niet bekend, schipper niet bekend; - Rode Leeuw, laadvermogen niet bekend, schipper Pieter Klaasz. | | Zuid-Oost                              | Atjeese vloot. De vloot vertrok, net als de vloot van de Oude Compagnie, op 23 april 1601 en ging op 8 mei 1601 uit elkaar in een Atjehsevloot en een Moluksevloot |
| 14                                | Wolfert Harmenz                                                                                 | de Oude Compagnie                               | 23 april 1601 van Texel – 1603                                                          | - Gelderland (admiraalsschip), laadvermogen 360 ton, schipper Jan Bruin; - Zeelandia (vice-admiraalsschip), laadvermogen 360 ton, schipper Jan Kornelisz; - Utrecht, laadvermogen 240 ton, schipper Jan Martensz; - Wachter, laadvermogen 130 ton, schipper Gerrit Hendriksz Roobol; - Duifje (jacht), laadvermogen 50 ton, schipper, Willem Kornelisz Schouten. | | Zuid-Oost                              | Molukse vloot. De vloot vertrok, net als de vloot van de Verenigde Compagnie - Amsterdam, op 23 april 1601 en ging op 8 mei 1601 uit elkaar in een Atjehsevloot en een Moluksevloot |
| 15                                | Joris van Spilbergen                                                                            | de Compagnie van De Moucheron                   | 5 mei 1601 uit Veere – 24 maart 1604 voor Vlissingen                                    | - Schaap (generaalsschip), laadvermogen 110 ton, schipper Pieter Cornelisz - Ram, laadvermogen 110 ton, schipper Guyon le Fort - Lam (jacht), laadvermogen? schipper Willem Jansz. | Balthazar de Moucheron | Zuid-Oost                              | In mei 1602 kwam van Spilbergen aan op Ceylon, en ontmoette daar de koning van Kandy. Van Spilbergen deed het voorkomen dat hij niet kwam om handel te drijven, maar dat hij in opdracht van Maurits van Oranje kwam om een verbond te sluiten tegen de gemeenschappelijke vijand, de Portugezen. |